# زنامينكا (تامبوف)
زنامينكا (بالروسية: Знаменка) هي مدينة في مقاطعة تامبوف أوبلاست في روسيا.
يبلغ عدد سكانها حوالي 8590 نسمة.